# Гу-Він
Гу-Він (англ. Gu-Win) — місто (англ. town) в США, в округах Файєтт і Меріон штату Алабама. Населення — 141 особа (2020).

## Географія
Гу-Він розташований за координатами 33°56′40″ пн. ш. 87°52′13″ зх. д. / 33.94444° пн. ш. 87.87028° зх. д. (33.944319, -87.870368).  За даними Бюро перепису населення США в 2010 році місто мало площу 5,03 км², уся площа — суходіл.

## Демографія
Згідно з переписом 2010 року, у місті мешкало 176 осіб у 77 домогосподарствах у складі 57 родин. Густота населення становила 35 осіб/км².  Було 87 помешкань (17/км²).
Расовий склад населення:
| - 85,8 % — білих - 5,1 % — чорних або афроамериканців - 4,0 % — корінних американців - 2,8 % — осіб інших рас |

До двох чи більше рас належало 2,3 %. Частка іспаномовних становила 4,0 % від усіх жителів.
За віковим діапазоном населення розподілялося таким чином: 21,6 % — особи молодші 18 років, 67,0 % — особи у віці 18—64 років, 11,4 % — особи у віці 65 років та старші. Медіана віку мешканця становила 41,2 року. На 100 осіб жіночої статі у місті припадало 97,8 чоловіків;  на 100 жінок у віці від 18 років та старших — 112,3 чоловіків також старших 18 років.
Середній дохід на одне домашнє господарство  становив 55 623 долари США (медіана — 39 000), а середній дохід на одну сім'ю — 65 143 долари (медіана — 40 000). За межею бідності перебувало 12,0 % осіб, у тому числі 4,3 % дітей у віці до 18 років та 17,6 % осіб у віці 65 років та старших.
Цивільне працевлаштоване населення становило 60 осіб. Основні галузі зайнятості: виробництво — 18,3 %, освіта, охорона здоров'я та соціальна допомога — 16,7 %, сільське господарство, лісництво, риболовля — 16,7 %.